# منتخب إسبانيا لكرة القدم للسيدات
منتخب إسبانيا لكرة القدم للسيدات هو ممثل إسبانيا الرسمي في رياضة كرة القدم للسيدات.

## سجل المشاركات

### الألعاب الأولمبية الصيفية
- 1996 - 2012: لم يتأهل

### بطولة العالم لكرة القدم للسيدات
- 1991 - 2011: لم يتأهل
- 2015: دور المجموعات
- 2019: دور 16
- 2023:  البطل

### بطولة أوروبا لكرة القدم للسيدات
- 1984: لم يشارك
- 1987 - 1995: لم يتأهل
- 1997:  المركز الثالثة
- 2001 - 2009: لم يتأهل

### دوري الأمم الأوروبية
- 2024: البطل[3]